# Kanton Collinée
Collinée is een voormalig kanton van het Franse departement Côtes-d'Armor.
Het kanton maakte deel uit van het arrondissement Loudéac tot dat op 10 september 1926 werd opgeheven en het werd ingedeeld bij het arrondissement Dinan.
Het kanton werd opgeheven bij decreet van 13 februari 2014 met uitwerking op 22 maart 2015.

## Gemeenten
Het kanton Collinée omvatte de volgende gemeenten:
- Collinée (hoofdplaats)
- Langourla
- Le Gouray
- Saint-Gilles-du-Mené
- Saint-Gouéno
- Saint-Jacut-du-Mené